# Szojuz–40
A Szojuz–40 (oroszul: Союз-40) szovjet háromszemélyes, kétszemélyessé átalakított szkafanderes személyszállító, szabványos rendszerben épített Szojuz űrhajó. Az utolsó Szojuz űrhajó vitte a kilencedik Interkozmosz (IK) legénységet a Szaljut–6 űrállomásra. Fedélzetén tartózkodott az első román űrhajós, Dumitru Prunariu. A további űrrepülések során a továbbfejlesztett Szojuz–T sorozatot használták.

## Küldetés
Feladata a román-szovjet kutatási program végrehajtása az űrállomáson, valamint bekapcsolódni az előírt navigációs, csillagászati, műszaki, légkörkutatási, földfotózási, földmegfigyelési, orvosi és biológiai kutatási program folytatása. Kötelességük volt az állandó személyzet pihenését biztosítani.

## Jellemzői
Központi tervező iroda CKBEM <= Центральное конструкторское бюро экспериментального машиностроения (ЦКБЕМ)> (OKB-1 <= ОКБ-1>, most OAO RKK Energiya im. SP Korolev <= ОАО РКК Энергия им. С. П. Королёва> – Központi Kísérleti Gépgyártási Tervezőiroda). Az űrhajót kis átalakítással emberes programra, teherszállításra és mentésre (leszállásra) tervezték.
1981. május 15-én a Bajkonuri űrrepülőtér indítóállomásról egy Szojuz hordozórakéta (11А511U) juttatta Föld körüli, közeli körpályára. Az orbitális egység pályája 89.1 perces, 51.6 fokos hajlásszögű, elliptikus pálya-perigeuma 198 kilométer, apogeuma 287 kilométer volt. Hasznos tömege 6800 kilogramm. Szerkezeti felépítését tekintve a Szojuz űrhajó napelemtáblák nélküli változatával megegyező. Akkumulátorait az űrállomás napelemtáblái által előállított energiával tartották üzemkész állapotban. Összesen 7 napot, 20 órát és 41 percet és 52 másodpercet töltött a világűrben. Összesen 124 alkalommal kerülte meg a Földet.
Május 22-én belépett a légkörbe, a visszatérés hagyományos módon – ejtőernyős leereszkedés – történt, Zsezkazgantól 224 kilométerre délkeletre értek Földet.

## Személyzet
(zárójelben a küldetések száma a Szojuz–40-nel együtt)
- Leonyid Ivanovics Popov (2) űrhajós parancsnok
- Dumitru Prunariu (1) kutatópilóta

Tartalék személyzet
- Jurij Viktorovics Romanyenko űrhajós parancsnok
- Dumitru Dediu kutatópilóta